# Сюзан Хелмс
Сюзан Джейн Хелмс (на английски: Susan Jane Helms) е генерал-лейтенант от USAF, командващ 14-а въздушна армия на САЩ и астронавт от НАСА, ветеран от 5 космически полета.
Има в актива си дълговременно пребиваване на МКС по време на Експедиция 2 – 163 денонощия, 8 часа и 13 минути, и най-продължителната космическа разходка в историята – 8 часа и 56 мин.

## Образование
Сюзан Хелмс завършва колеж в Портланд, Орегон през 1976 г. През 1980 г. завършва Академията на USAF, Колорадо Спрингс, Колорадо с бакалавърска степен по аерокосмическо инженерство и военно звание лейтенант. През 1985 г. става магистър по аеронавтика и астронавтика в Станфордския университет.

## Военна кариера
След дипломирането си, Хелмс служи две години в авиобазата Еглин, Флорида като инженер по оръжейните системи на изтребителя F-16. От 1982 г. е главен инженер по системите на тежкия изтребител F-15. През 1987 г. завършва школа за експериментални тест пилоти в авиобазата Едуардс, Калифорния. В следващите три години служи като старши изпитател на новия изтребител F-18, модификация СF-18 предназначена за ВВС на Канада. След 12 години в НАСА се завръща в USAF през 2002 г. като зам.-командир на 45-о стратегическо крило от Космическото командване на USAF, авиобаза Патрик, Флорида. Три години по-късно става командир на Център за подготовка и преподготовка на пилоти в Сан Антонио, Тексас. През юни 2006 г., Сюзан Хелмс е произведена в чин бригаден генерал и назначена за командир на 45-о стратегическо крило от Космическото командване на USAF, авиобаза Патрик, Флорида. През август 2009 г. тя е повишена в чин генерал-майор и назначена за Директор на Департамента по планиране и политика на Стратегическото командване на САЩ. През януари 2011 г., С. Хелмс е произведена в чин генерал-лейтенант и назначена за командващ на 14-а въздушна армия на САЩ, командването на космическите сили в базата Ванденберг, Калифорния. Тя е първата жена, която заема такъв висок команден пост в USAF и третия астронавт (след Томас Стафорд и Ричард Трули) достигнал такова звание във въоръжените сили на САЩ.

### Промоции
| Военно звание     | Отличителен знак | Промоция           |
| Лейтенант         |                  | 28 май 1980 г.     |
| Старши лейтенант  |                  | 28 май 1982 г.     |
| Капитан           |                  | 28 май 1984 г.     |
| Майор             |                  | 1 октомври 1991 г. |
| Подполковник      |                  | 1 март 1994 г.     |
| Полковник         |                  | 1 февруари 2000 г. |
| Бригаден генерал  |                  | 23 юни 2006 г.     |
| Генерал-майор     |                  | 2 август 2009 г.   |
| Генерал-лейтенант |                  | 21 януари 2011 г.  |

## Служба в НАСА
С. Хелмс е избрана за астронавт от НАСА на 17 януари 1990 г., Астронавтска група №13. През юли 1991 г. завършва курса на обучение и е включена в полетните графици по програмата Спейс шатъл. Взема участие в пет космически полета. Има в актива си една космическа разходка с продължителност 8 часа и 56 минути – рекорд за еднократно излизане към 2012 г. Напуска НАСА на 28 юли 2002 г. и продължава кариерата си в USAF.

### Космически полети
| Космически полети на Сюзан Джейн Хелмс                      | Космически полети на Сюзан Джейн Хелмс | Космически полети на Сюзан Джейн Хелмс          | Космически полети на Сюзан Джейн Хелмс | Космически полети на Сюзан Джейн Хелмс        | Космически полети на Сюзан Джейн Хелмс | Космически полети на Сюзан Джейн Хелмс |
| №                                                           | Дата                                   | КК                                              | Емблема на мисията                     | Функции                                       | Продължителност                        |                                        |
| ----------------------------------------------------------- | -------------------------------------- | ----------------------------------------------- | -------------------------------------- | --------------------------------------------- | -------------------------------------- | -------------------------------------- |
| 1                                                           | 13 януари 1993                         | „Индевър“, мисия STS-54                         |                                        | Специалист на мисията                         | 5 денонощия 23 часа 38 мин. 19 сек.    |                                        |
| 2                                                           | 9 септември 1994                       | „Дискавъри“, мисия STS-64                       |                                        | Специалист на мисията                         | 10 денонощия 22 часа 49 мин. 57 сек.   |                                        |
| 3                                                           | 20 юни 1996                            | „Колумбия“, мисия STS-78                        |                                        | Специалист на мисията                         | 16 денонощия 21 часа 48 мин. 30 сек.   |                                        |
| 4                                                           | 19 май 2000                            | „Атлантис“, мисия STS-101                       |                                        | Специалист на мисията                         | 9 денонощия 21 часа 10 мин. 10 сек.    |                                        |
| 5                                                           | 8 март 2001                            | „Дискавъри“, мисия STS-102, Експедиция 2 на МКС |                                        | Специалист на мисията, Бордови инженер на МКС | 163 денонощия, 08 часа и 13 мин.       |                                        |
|                                                             | 22 август 2001                         | „Дискавъри“, мисия STS-105                      |                                        | Специалист на мисията                         | Приземяване с Дискавъри                |                                        |
| Сумарно време в космоса – 210 денонощия 23 часа и 06 минути |                                        |                                                 |                                        |                                               |                                        |                                        |

- Сюзан Хелмс е носител на рекорда (заедно с колегата си Джеймс Вос) за най-продължителна космическа разходка в историята – 8 часа и 56 мин.

## Награди
- Медал за отлична служба;
- Легион за заслуги (3);
- Медал за похвална служба (2);
- Медал за похвала;
- Медал за похвала на USAF;
- Медал за отличие на USAF;
- Медал за отлична организация на USAF;
- Медал за служба в националната отбрана;
- Медал за участие във войната срещу тероризма;
- Медал за служба във въоръжените сили;
- Медал за продължителна задгранична служба на USAF;
- Медал за продължителна служба в USAF;
- Медал за специалист по леки оръжейни системи на USAF;
- Медал за завършен тренировъчен курс на USAF;
- Медал на НАСА за изключително лидерство;
- Медал на НАСА за отлична служба;
- Медал на НАСА за участие в космически полети (5).

На 7 май 2011 г. Сюзан Хелмс е приета в Астронавтската зала на славата.